# Kabinett Enoksen IV
Das Kabinett Enoksen IV war die 14. Regierung Grönlands.

## Entstehung
Die Siumut gewann erneut die Parlamentswahl und lud anschließend am 18. November 2005 Inuit Ataqatigiit und Atassut zu Koalitionsgesprächen ein, obwohl erstere zuerst eine Koalition abgelehnt hatte. Schließlich wurde erstmals eine Dreierkoalition gebildet, nachdem am 25. November die Verhandlungen abgeschlossen waren.
Am 15. November 2006 trat Asii Chemnitz Narup zurück und wurde von Agathe Fontain nachgefolgt. Am selben Tag wurde auch Doris Jakobsen entlassen. Ihr Nachfolger wurde Tommy Marø. Zudem wurde das Landwirtschaftsressort von Siverth K. Heilmann an Finn Karlsen übergeben. Im Januar 2007 trat Jørgen Wæver Johansen freiwillig zurück. Seine Ressorts wurden von Kim Kielsen übernommen, der aber erst nach der Entscheidung des Parlaments im März das Amt antreten durfte.

## Kabinett
| Minister                                | Ministerium                                                                     | Anmerkung                                          |
| --------------------------------------- | ------------------------------------------------------------------------------- | -------------------------------------------------- |
| Hans Enoksen (Siumut)                   | Premierminister                                                                 |                                                    |
| Agathe Fontain (Inuit Ataqatigiit)      | Gesundheit und Umwelt                                                           | ab dem 15. November 2006                           |
| Aleqa Hammond (Siumut)                  | Familie und Justiz                                                              |                                                    |
| Siverth K. Heilmann (Atassut)           | Erwerb, Landwirtschaft und Arbeitsmarkt                                         | bis zum 15. November 2006                          |
| Siverth K. Heilmann (Atassut)           | Erwerb, Arbeitsmarkt und Berufsbildung                                          | ab dem 15. November 2006                           |
| Siverth K. Heilmann (Atassut)           | Erwerb, Arbeitsmarkt, Berufsbildung, Wohnungswesen, Infrastruktur und Rohstoffe | vom 15. Januar 2007 bis zum 9. März 2007 (interim) |
| Doris Jakobsen (Siumut)                 | Kultur, Bildung, Forschung und Kirche                                           | bis zum 15. November 2006                          |
| Jørgen Wæver Johansen (Siumut)          | Wohnungswesen, Infrastruktur und Rohstoffe                                      | bis zum 15. Januar 2007                            |
| Finn Karlsen (Atassut)                  | Fischerei und Jagd                                                              | bis zum 15. November 2006                          |
| Finn Karlsen (Atassut)                  | Fischerei, Jagd und Landwirtschaft                                              | ab dem 15. November 2006                           |
| Kim Kielsen (Siumut)                    | Wohnungswesen, Infrastruktur und Rohstoffe                                      | ab dem 9. März 2007                                |
| Tommy Marø (Siumut)                     | Kultur, Bildung, Forschung und Kirche                                           | ab dem 15. November 2006                           |
| Josef Motzfeldt (Inuit Ataqatigiit)     | Finanzen und Äußeres                                                            |                                                    |
| Asii Chemnitz Narup (Inuit Ataqatigiit) | Gesundheit und Umwelt                                                           | bis zum 15. November 2006                          |